# Quy luật lượng - chất
Quy luật lượng - chất hay còn gọi là quy luật chuyển hóa từ những sự thay đổi về lượng thành những sự thay đổi về chất và ngược lại là một trong ba quy luật cơ bản của phép biện chứng duy vật trong triết học Mác - Lênin, chỉ cách thức của sự vận động, phát triển, theo đó sự phát triển được tiến hành theo cách thức thay đổi lượng trong mỗi sự vật dẫn đến chuyển hóa về chất của sự vật và đưa sự vật sang một trạng thái phát triển tiếp theo. Ph.Ăng-ghen đã khái quát quy luật này:
| “             | Những thay đổi đơn thuần về lượng, đến một mức độ nhất định, sẽ chuyển hóa thành những sự khác nhau về chất | ” |
| — Ph.Ăng-ghen | |   |

## Các nhân tố
Theo quan điểm của Triết học Mác - Lenin, bất cứ một sự vật, hiện tượng nào cũng bao gồm mặt chất và mặt lượng. Hai mặt đó thống nhất hữu cơ với nhau trong sự vật, hiện tượng. Phép biện chứng duy vật đưa ra khái niệm chất, lượng và quan hệ qua lại giữa chúng như sau:

### Chất
Chất là phạm trù triết học dùng để chỉ tính quy định khách quan vốn có của sự vật, hiện tượng, đó là sự thống nhất hữu cơ của những thuộc tính, những yếu tố cấu thành sự vật, hiện tượng, nói lên sự vật, hiện tượng đó là gì, phân biệt nó với các sự vật, hiện tượng khác. Mỗi sự vật, hiện tượng trong thế giới đều có những chất vốn có, làm nên chính chúng. Nhờ đó chúng mới khác với các sự vật, hiện tượng khác.
Chất có tính khách quan, là cái vốn có của sự vật, hiện tượng, do những thuộc tính, những yếu tố cấu thành quy định. Thuộc tính của sự vật là những tính chất, những trạng thái, những yếu tố cấu thành sự vật. Đó là những cái vốn có của sự vật từ khi sự vật được sinh ra hoặc được hình thành trong sự vận động và phát triển của nó. Tuy nhiên những thuộc tính vốn có của sự vật, hiện tượng chỉ được bộc lộ ra thông qua sự tác động qua lại với các sự vật, hiện tượng khác.
Mỗi sự vật có rất nhiều thuộc tính trong đó mỗi thuộc tính lại biểu hiện một chất của sự vật. Do vậy, mỗi sự vật có rất nhiều chất. Chất và sự vật có mối quan hệ chặt chẽ, không tách rời nhau. Trong hiện thực khách quan không thể tồn tại sự vật không có chất và không thể có chất nằm ngoài sự vật. Chất của sự vật được biểu hiện qua những thuộc tính của nó. Nhưng không phải bất kỳ thuộc tính nào cũng biểu hiện chất của sự vật. Thuộc tính của sự vật có thuộc tính cơ bản và thuộc tính không cơ bản.
Những thuộc tính cơ bản được tổng hợp lại tạo thành chất của sự vật. Chính chúng quy định sự tồn tại, sự vận động và sự phát triển của sự vật, chỉ khi nào chúng thay đổi hay mất đi thì sự vật mới thay đổi hay mất đi. Những thuộc tính của sự vật chỉ bộc lộ qua các mối liên hệ cụ thể với các sự vật khác. Sự phân chia thuộc tính thành thuộc tính cơ bản và thuộc tính không cơ bản cũng chỉ mang tính chất tương đối, tùy theo từng mối quan hệ. Chất của sự vật không những quy định bởi chất của những yếu tố tạo thành mà còn bởi phương thức liên kết giữa các yếu tố tạo thành, nghĩa là bởi kết cấu của sự vật. Trong hiện thực các sự vật được tạo thành bởi các yếu tố như nhau, song chất của chúng lại khác nhau.
Mỗi sự vật có vô vàn chất: vì sự phân biệt giữa chất và thuộc tính chỉ có ý nghĩa tương đối, song sự vật có vô vàn thuộc tính nên có vô vàn chất. Chất và sự vật không tách rời nhau: chất là chất của sự vật, còn sự vật tồn tại với tính quy định về chất của nó. Chất biểu hiện trạng thái tương đối ổn định của sự vật, là sự kết hợp tương đối trọn vẹn, hoàn chỉnh, bền vững các thuộc tính của sự vật, làm cho sự vật này không hòa lẫn với sự vật khác mà tách biệt cái này với cái khác.
Chất luôn gắn liền với lượng của sự vật.

### Lượng
Lượng là phạm trù triết học dùng để chỉ tính quy định vốn có của sự vật về mặt số lượng, quy mô, trình độ, nhịp điệu của sự vận động và phát triển cũng như các thuộc tính của sự vật, biểu hiện bằng con số các thuộc tính, các yếu tố cấu thành nó. Lượng là cái khách quan, vốn có của sự vật, quy định sự vật ấy là nó. Lượng của sự vật không phụ thuộc vào ý chí, ý thức của con người. Lượng của sự vật biểu thị kích thước dài hay ngắn, số lượng nhiều hay ít, quy mô lớn hay nhỏ, trình độ cao hay thấp, nhịp điệu nhanh hay chậm…
| “        | Những lượng không tồn tại mà những sự vật có lượng hơn nữa những sự vật có vô vàn lượng mới tồn tại | ” |
| — Engels | |   |

Trong thực tế lượng của sự vật thường được xác định bởi những đơn vị đo lượng cụ thể như vận tốc của ánh sáng là 300.000 km trong một giây hay một phân tử nước bao gồm hai nguyên tử hydrô liên kết với một nguyên tử oxy,… bên cạnh đó có những lượng chỉ có thể biểu thị dưới dạng trừu tượng và khái quát như trình độ nhận thức tri của một người ý thức trách nhiệm cao hay thấp của một công dân,... trong những trường hợp đó chúng ta chỉ có thể nhận thức được lượng của sự vật bằng con đường trừu tượng và khái quát hoá.
Có những lượng biểu thị yếu tố kết cấu bên trong của sự vật (số lượng nguyên tử hợp thành nguyên tố hoá học, số lượng lĩnh vực cơ bản của đời sống xã hội) có những lượng vạch ra yếu tố quy định bên ngoài của sự vật (chiều dài, chiều rộng, chiều cao của sự vật). Bản thân lượng không nói lên sự vật đó là gì, các thông số về lượng không ổn định mà thường xuyên biến đổi cùng với sự vận động biến đổi của sự vật, đó là mặt không ổn định của sự vật.

## Nội dung quy luật
Mỗi sự vật, hiện tượng là một thể thống nhất bao gồm chất và lượng nhất định, trong đó chất tương đối ổn định còn lượng thường xuyên biến đổi. Sự biến đổi này tạo ra mâu thuẫn giữa lượng và chất. Lượng biến đổi đến một mức độ nhất định và trong những điều kiện nhất định thì lượng phá vỡ chất cũ, mâu thuẫn giữa lượng và chất được giải quyết, chất mới được hình thành với lượng mới, nhưng lượng mới lại biến đổi và phá vỡ chất đang kìm hãm nó. Quá trình tác động lẫn nhau giữa hai mặt: chất và lượng tạo nên sự vận động liên tục, từ biến đổi dần dần đến nhảy vọt, rồi lại biến đổi dần để chuẩn bị cho bước nhảy vọt tiếp theo. Cứ căn cứ thế, quá trình động biện chứng giữa chất và lượng tạo nên cách thức vận động, phát triển của sự vật.
Nói ngắn gọn hơn, bất cứ sự vật nào trong quá trình phát triển đều là quá trình biến đổi về lượng dẫn đến biến đổi về chất. Biến đổi về lượng đến một mức nhất định sẽ dẫn đến biến đổi về chất, sản sinh chất mới. Rồi trên nền tảng của chất mới lại bắt đầu biến đổi về lượng. Biến đổi về lượng là nền tảng và chuẩn bị tất yếu của biến đổi về chất.

### Khái niệm độ
Độ là một phạm trù triết học dùng để chỉ sự thống nhất giữa lượng và chất, là giới hạn mà trong đó sự thay đổi về lượng chưa làm thay đổi căn bản về chất của sự vật, sự vật chưa biến thành cái khác. Trong giới hạn của độ, lượng và chất tác động biện chứng với nhau, làm cho sự vật vận động.

### Chu trình thay đổi
Từ những thay đổi về lượng dẫn đến sự thay đổi về chất. Trong mối quan hệ giữa chất và lượng thì chất là mặt tương đối ổn định, còn lượng là mặt biến đổi hơn. Sự vận động và phát triển của sự vật bao giờ cũng bắt đầu từ sự thay đổi về lượng. Song không phải bất kỳ sự thay đổi nào về lượng cũng dẫn đến sự thay đổi về chất ngay tức khắc, mặc dù bất kỳ sự thay đổi nào về lượng cũng ảnh hưởng đến trạng thái tồn tại của sự vật. So với lượng thì chất thay đổi chậm hơn. Chỉ khi nào lượng biến đổi đến một giới hạn nhất định (độ) thì mới dẫn đến sự thay đổi về chất, sự vật không còn là nó nữa, một sự vật mới ra đời thay thế nó.
Tại thời điểm lượng đạt đến một giới hạn nhất định để vật thay đổi về chất gọi là điểm nút. Điểm nút là phạm trù triết học dùng để chỉ thời điểm mà tại đó sự thay đổi về lượng đã đủ làm thay đổi về chất của sự vật. Khi có sự thay đổi về chất diễn ra gọi là bước nhảy. Bước nhảy là sự kết thúc một giai đoạn biến đổi về lượng, là sự đứt đoạn trong liên tục, nó không chấm dứt sự vận động nói chung mà chỉ chấm dứt một dạng vận động cụ thể, tạo ra một bước ngoặt mới cho sự thống nhất biện chứng giữa chất và lượng trong một độ mới. 
Các hình thức cơ bản của bước nhảy. Bước nhảy để chuyển hoá về chất của sự vật hết sức đa dạng và phong phú với những hình thức rất khác nhau. Những hình thức bước nhảy khác nhau được quyết định bởi bản thân của sự vật, bởi những điều kiện cụ thể trong đó sự vật thực hiện bước nhảy. Dựa trên nhịp điệu thực hiện bước nhảy của bản thân sự vật, có thể phân chia thành bước nhảy đột biến và bước nhảy dần dần. Bước nhảy đột biến là bước nhảy được thực hiện trong một thời gian rất ngắn làm thay đổi chất của toàn bộ kết cấu cơ bản của sự vật. Chẳng hạn, khối lượng Uranium 235(Ur 235)được tăng đến khối lượng tới hạn thì sẽ xảy ra vụ nổ nguyên tử trong chốc lát. 
Bước nhảy dần dần là bước nhảy được thực hiện từ từ, từng bước bằng cách tích luỹ dần dần những nhân tố của chất mới và những nhân tố của chất cũ dần dần mất đi. Bước nhảy dần dần khác với sự thay đổi dần dần về lượng của sự vật. Bước nhảy dần dần là sự chuyển hoá dần dần từ chất này sang chất khác còn sự thay đổi dần dần về lượng, là sự tích luỹ liên tục về lượng để đến một giới hạn nhất định sẽ chuyển hoá về chất. Căn cứ vào quy mô thực hiện bước nhảy của sự vật có bước nhảy toàn bộ, có bước nhảy cục bộ. Bước nhảy toàn bộ là bước nhảy làm thay đổi chất của toàn bộ các mặt, các yếu tố cấu thành sự vật. Bước nhảy cục bộ là bước nhảy làm thay đổi chất của từng mặt, những yếu tố riêng lẻ của sự vật.
Khi lượng biến đổi đến điểm nút thì diễn ra bước nhảy, chất mới ra đời thay thế cho chất cũ, sự vật mới ra đời thay thế cho sự vật cũ, nhưng rồi những lượng mới này tiếp tục biến đổi đến điểm nút mới lại xảy ra bước nhảy mới. Cứ như vậy, quá trình vận động, phát triển của sự vật diễn ra theo cách thức từ những thay đổi về lượng dẫn đến những thay đổi về chất một cách vô tận. Đó là quá trình thống nhất giữa tính tuần tự, tiệm tiến, liên tục với tính gián đoạn, nhảy vọt trong sự vận động, phát triển. Nhà hoạt động vì quyền trẻ em Marian Wright Edelman cho biết: "Chúng ta không phải gắng sức tìm cách tạo ra sự khác biệt lớn mà phớt lờ đi những thay đổi nhỏ hàng ngày. Chính những thay đổi nhỏ, tưng bước một, sẽ tạo ra những khác biệt lớn mà hiện ta chưa thấy được".

### Tác động ngược
Sự thay đổi về chất tác động trở lại đối với sự thay đổi về lượng. Lượng thay đổi luôn luôn trong mối quan hệ với chất, chịu sự tác động của chất. Song sự tác động của chất đối với lượng rõ nét nhất khi xảy ra bước nhảy về chất, chất mới thay thế chất cũ, nó quy định quy mô và tốc độ phát triển của lượng mới trong một độ mới. Khi chất mới ra đời, nó không tồn tại một cách thụ động, mà có sự tác động trở lại đối với lượng, được biểu hiện ở chỗ: chất mới sẽ tạo ra một lượng mới phù hợp với nó để có sự thống nhất mới giữa chất và lượng. Sự quy định này có thể được biểu hiện ở quy mô, nhịp độ và mức độ phát triển mới của lượng.